# 2016 en droit
Cet article présente les faits marquants de l'année 2016 en droit.

## Évènements

### Janvier
- 1er janvier
  -  France
    - Entrée en vigueur « prévue » de la garantie universelle des loyers pour les nouveaux contrats de location.

### Mai
- 10 mai : malgré les fortes grèves et manifestations à son encontre, le Premier ministre français Manuel Valls fait adopter la Loi Travail sans vote à l'Assemblée nationale avec l'Article 49-3 de la Constitution de la Cinquième République française.

### Novembre
- 20 novembre : journée internationale des droits de l'enfant célébrant l'anniversaire de la convention internationale des droits des enfants (CIDE) adoptée le 20 novembre 1989.

### Décembre
- 10 décembre : journée internationale des droits de l'homme pour honorer l'adoption par l'Assemblée générale des Nations unies et de la proclamation le 10 décembre 1948 de la Déclaration universelle des droits de l'homme.

## Décès
- 13 février : Antonin Scalia, juge de la Cour suprême des États-Unis pendant presque trente ans (1986-2016), né en 1936, mort à 79 ans.